# Полицајци
„Полицајци” је југословенски ТВ филм из 1973. године. Режирао га је Љубиша Ристић а сценарио је написао Славомир Мрожек.

## Улоге
| Глумац                | Улога |
| --------------------- | ----- |
| Драган Лаковић        |       |
| Никола Милић          |       |
| Данило Бата Стојковић |       |
| Стево Жигон           |       |